# ファーストステージ
株式会社ファーストステージ（FIRST STAGE CO.,LTD.）は、茨城県水戸市に本社を置く住宅建築会社。

## 概要
飯村真樹（現・代表取締役）が起業。木造注文住宅の設計、施工、販売を主業とする。
拠点として、茨城県内に3ヶ所（水戸市、ひたちなか市、つくば市）、東京都内に1ヶ所（杉並区）、断熱材製造工場2ヶ所をもつ。

## 沿革
- 1997年（平成9年）2月 - 茨城県水戸市栄町にて有限会社ファーストステージとして設立。
- 2000年（平成12年）5月 - 株式会社ファーストステージに商号変更。
- 2003年（平成15年）6月 - 本社を茨城県水戸市常磐町に移転。
- 2010年（平成22年）12月 - 茨城県水戸市東赤塚に赤塚展示場を開設。
- 2012年（平成24年）4月 - 茨城県水戸市栄町にセルロースファイバー断熱材製造第1プラントを設置。
- 2013年（平成25年）6月 - 茨城県水戸市三の丸に三の丸ブランチ拠点を設置。
- 2015年（平成27年）
  - 4月 - 茨城県つくば市稲荷前につくばブランチ拠点を設置。
  - 7月 - 茨城県水戸市笠原町に笠原展示場を開設。
- 2016年（平成28年）9月 - 株式会社ファーストステージサービスを設立。
- 2017年（平成29年）
  - 4月 - 茨城県ひたちなか市新光町にひたちなか展示場を開設。
  - 6月 - 茨城県常陸太田市芦間町にセルロースファイバー断熱材製造第2プラントを設置。
  - 10月 - 茨城県ひたちなか市新光町にひたちなかブランチ拠点を設置。
- 2018年（平成30年）4月 - 東京都杉並区西荻北に西荻窪ブランチ拠点を設置。

## グループ企業
- 株式会社ファーストステージサービス